# Nino Laurenne

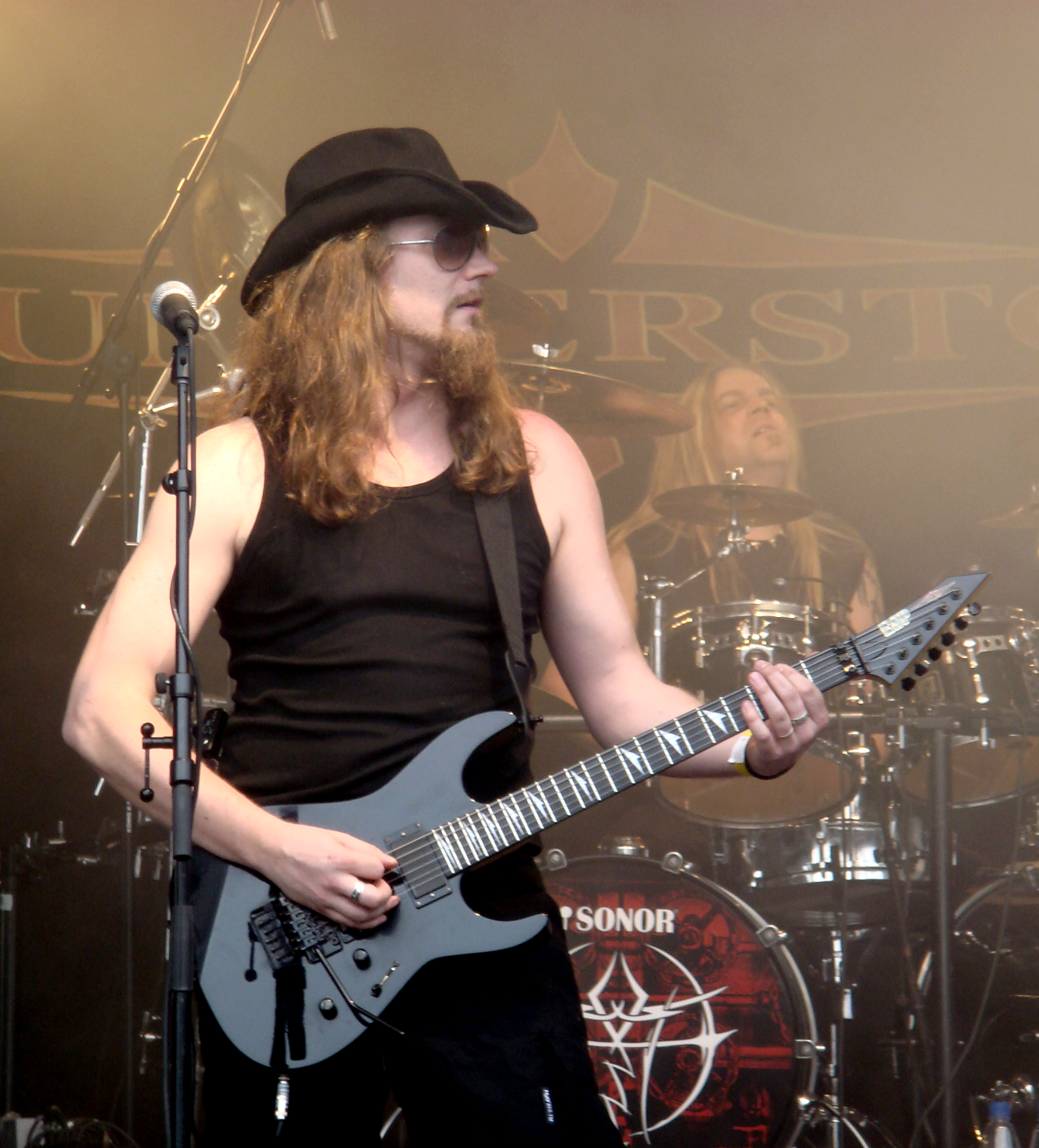
Nino Laurenne en un concierto con Thunderstone en el festival de 2007 en Sauna Open Air

Nino Laurenne es un músico finlandés y productor musical. Es más conocido por fundar la banda Thunderstone, siendo el  guitarrista de dicha banda. Anteriormente estuvo cantando y tocando la guitarra con la banda Antidote
Además de tocar, Laurenne trabaja en un estudio como gerente, y es productor e ingeniero de sonido de Sonic Pump en Sörnäinen, Helsinki. Ha producido, entre otras cosas, el show Idols junto a Ari Koivunen, el álbum Fuel for the Fire (2007), los álbumes de Lordi Deadache (2008) y Monstereophonic (Theaterror vs. Demonarchy) (2016), y el álbum Guitar Heroes, producido por los principales guitarristas de Finlandia. Laurenne utiliza la marca de guitarra ESP.